# Territorios de los Estados Unidos

Los 50 estados y el distrito federal
Territorios no organizados incorporados
Territorios organizados no incorporados
Mancomunidad
Territorios no organizados no incorporados

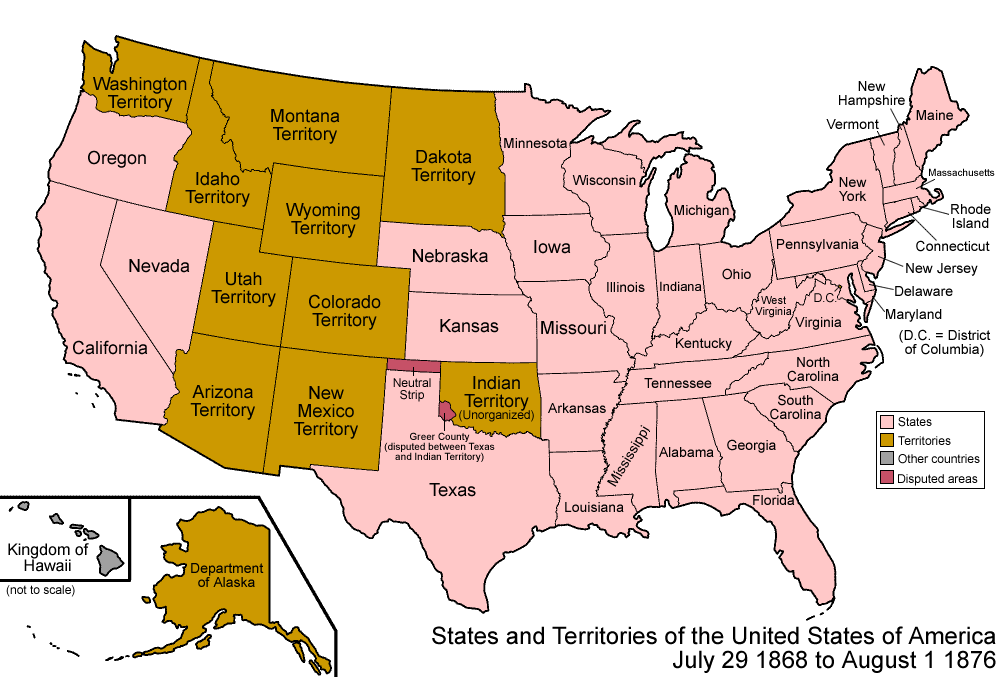
Organización territorial de los Estados Unidos entre 1868 y 1876, incluidos nueve territorios organizados y dos territorios no organizados.
Estados
Territorios
Otras regiones
Zonas disputadas

Los territorios de los Estados Unidos son divisiones administrativas subnacionales directamente supervisados por el gobierno federal de los Estados Unidos (a diferencia de los estados de Estados Unidos, que comparten la soberanía con el gobierno federal). Los cinco territorios principales son autónomos con gobernadores y legislaturas territoriales locales electos. Cada uno elige a un delegado sin derecho a voto (o comisionado residente) a la Cámara de Representantes de los Estados Unidos.
Históricamente, los territorios fueron creados para gobernar las tierras recién adquiridas, mientras que las fronteras de los Estados Unidos todavía se encontraban en evolución. La mayoría de los territorios finalmente alcanzaron la condición de Estado. Otros territorios administrados por los Estados Unidos pasaron a convertirse en países independientes, como las Filipinas, Estados Federados de Micronesia, Islas Marshall y Palaos. Micronesia, Islas Marshall y Palaos obtuvieron la independencia en el marco del Tratado de Libre Asociación (COFA), que permite la plena autoridad de Estados Unidos sobre la ayuda y defensa a cambio de un acceso continuo a la atención de salud, los servicios públicos, tales como las comunicaciones y el servicio postal, y el derecho de los ciudadanos de la COFA para trabajar libremente en los Estados Unidos y viceversa.
En la actualidad, hay dieciséis territorios de los Estados Unidos, cinco de los cuales están habitados de forma permanente: Guam, Islas Marianas del Norte, Islas Vírgenes de Estados Unidos, Puerto Rico y Samoa Estadounidense. Otros diez territorios son pequeñas islas, atolones y arrecifes, que se distribuyen en todo el Caribe y el Pacífico, sin poblaciones nativas o permanentes: arrecife Kingman, atolón Johnston, atolón Palmyra, isla Baker, isla Howland, isla Jarvis, islas Midway, isla Navassa e isla Wake. Isla Serranilla y Bajo Nuevo son administrados por Colombia, pero están reclamados por los Estados Unidos bajo la Ley de Islas Guaneras. Estados Unidos dejó de reclamarlo pero tampoco se ha pronunciado al respecto del tema. El Banco Serranilla tampoco aparece en el tratado Vázquez-Saccio.
Los territorios se clasifican en función de si están «incorporados», es decir, si forman parte del país como un estado más y de si poseen un gobierno «organizado» (a través de una ley orgánica o constitución aprobada por el Congreso de los Estados Unidos).
Muchos territorios incorporados organizados de los Estados Unidos existieron desde 1789 hasta 1959 (siendo los primeros los territorios del Noroeste y Suroeste, y los últimos siendo los de Alaska y Hawái), periodo a través del cual 31 territorios solicitaron y se les concedió la condición de Estado. En el proceso de organización y promoción de los territorios a la estadidad, algunas áreas de un territorio que carecían de desarrollo y de población suficientes fueron desgajadas de él en el momento en que se procedió a votar la petición al Congreso de los derechos de estadidad y quedaron incluidas en un nuevo territorio. Por ejemplo, cuando una parte del Territorio de Misuri se convirtió en el estado de Misuri, la parte restante del territorio, que consistía en los actuales estados de Iowa, Nebraska y las Dakotas, la mayor parte de Kansas, Wyoming y Montana, y partes de Colorado y Minnesota, efectivamente se convirtió en un territorio no organizado.
Los Estados Unidos no tuvieron territorios no incorporados —también llamados «posesiones de ultramar» o «áreas insulares»— hasta 1856, pero a día de hoy sigue controlando varios de esos territorios no incorporados.

## Territorios
| Territorio                           | Nombre oficial                                                                  | Superficie (km²) | Abrev. | Adquirido  | Población (2010) | Capital              | Ciudad con mayor población (2006) | Bandera |
| ------------------------------------ | ------------------------------------------------------------------------------- | ---------------- | ------ | ---------- | ---------------- | -------------------- | --------------------------------- | ------- |
| Guam                                 | Territory of Guam / Guåhån                                                      | 544              | GU     | 11-04-1899 | 162 742          | Hagåtña              | Dededo                            |         |
| Islas Marianas del Norte             | Commonwealth of the Northern Mariana Islands / Sankattan Siha Na Islas Mariånas | 464              | MP     | 03-11-1986 | 53 467           | Capitol Hill, Saipán | Garapan                           |         |
| Islas Vírgenes de los Estados Unidos | Virgin Islands of the United States                                             | 346              | VI     | 31-03-1917 | 102 951          | Charlotte Amalie     | Charlotte Amalie                  |         |
| Puerto Rico                          | Commonwealth of Puerto Rico / Estado Libre Asociado de Puerto Rico              | 9104             | PR     | 11-04-1899 | 3 474 182        | San Juan             | San Juan                          |         |
| Samoa Estadounidense                 | Territory of American Samoa / Teritori o Amerika Sāmoa                          | 199              | AS     | 17-04-1900 | 54 194           | Pago Pago            | Tafuna                            |         |

### Territorios menores
| Territorio       | Adquirido | Categoría territorial         | Área terrestre en km² (mi2) |
| ---------------- | --------- | ----------------------------- | --------------------------- |
| Arrecife Kingman | 1860      | No incorporado, no organizado | 0.03 (0.01)                 |
| Atolón Johnston  | 1859      | No incorporado, no organizado | 2.6 (1)                     |
| Atolón Midway    | 1867      | No incorporado, no organizado | 7.8 (3)                     |
| Atolón Palmyra   | 1898      | Incorporado, no organizado    | 3.9 (1.5)                   |
| Isla Baker       | 1856      | No incorporado, no organizado | 2.3 (0.9)                   |
| Isla Howland     | 1858      | No incorporado, no organizado | 1.6 (0.6)                   |
| Isla Jarvis      | 1856      | No incorporado, no organizado | 5.7 (2.2)                   |
| Isla de Navaza   | 1858      | No incorporado, no organizado | 7.8 (3)                     |
| Isla Wake        | 1899      | No incorporado, no organizado | 6.5 (2.5)                   |

#### Territorios reclamados
- Bajo Nuevo (Administrado por Colombia, también reclamado por Jamaica y Nicaragua)
- Isla Serranilla (Administrado por Colombia, también reclamado por Honduras y Nicaragua)